# ジェン・デジタル
ジェン・デジタル（英: Gen Digital）は、アメリカ合衆国アリゾナ州に本社を置き、サイバーセキュリティに関するソフトウェアの開発・販売を行う多国籍企業。1982年設立。日本法人は1994年（平成6年）設立の株式会社ノートンライフロックである。

## 歴史
1982年、人工知能や自然言語の研究家であるゲイリー・ヘンドリックスが自身の研究のためにシマンテックを設立し、当初は人工知能や、それに関連するデータベースソフトウェアの研究に注力した。1984年にC&Eソフトウェアと合併したことから本格的にコンピュータソフトウェアの事業に乗り出し、翌1985年には最初の製品として、データベースソフトウェアにワープロソフトを兼ね備えたソフトウェア"Q&A"を発売した。
1990年にピーター・ノートンが設立したピーター・ノートン・コンピューティング社を買収し、コンピュータメンテナンス/セキュリティソフトの『ノートン』シリーズの開発販売を引き継いでいる。またコンピュータウイルスをはじめとするコンピュータセキュリティの対策やマネージメントを行っている。
2000年代から2010年代前半までは企業買収を繰り返し拡大の一途をたどった。2003年にPowerQuestを買収、2004年にVERITAS Softwareと合併を発表し、2005年に合併を完了した。また、2007年にAltirisを、翌2008年にはVontuを買収した。2010年、認証局（CA）サービス世界最大手のベリサインの証明書・セキュリティ事業部門を取得した。2016年にはパスワード保護システムを構築するLifeLockを買収した。
一方では、2012年以降業績の悪化が続き、短期間でのCEOの交代を繰り返すようになった。また2015年にはGoogle.comなどの複数のドメインのテスト証明書を所有者の知らないうちに発行していた事が発覚し、その2年後の2017年には業界標準の監査を行わずにSSL/TLS証明書を発行するなど様々な問題が発生していたことが明らかとなり、ついに同年9月にGeoTrust、VeriSign、RapidSSLなどのブランドで提供していたルート証明書をGoogle Chromeに信頼されなくなるという事態に陥った。のちに、Mozilla Firefox、Apple、マイクロソフトなど主要なウェブブラウザとオペレーティングシステムも同様の処置を行う事となった。シマンテックは同年8月に証明書発行などのWebサイトセキュリティ事業をデジサートに売却していた。
2019年、ブロードコムがシマンテックの買収に乗り出す。当初は会社全体の買収を試みたものの、結局同年11月に法人向けセキュリティ事業とシマンテックブランドを買収し、残りの事業（主に民生向け事業）を営む企業はノートンライフロックに社名を変更した。（日本法人の社名変更は2020年（令和2年）2月）なお、ブロードコムが買収した法人向け事業のうちサイバーセキュリティサービス事業は、2020年1月にアクセンチュアへ売却された。
2020年12月、同業のAviraを買収し、吸収合併することを発表した。
2021年8月、同業のAvastを買収し、吸収合併することを発表した。
2022年9月、ノートンライフロックからジェン・デジタル(Gen Digital)に社名を変更した。日本法人の社名は変更されていない。

## 主な製品
- ノートン 360
  - ノートン インターネットセキュリティ（ノートン 360の旧バージョン）
  - ノートン アンチウイルス プラス
  - ノートン セキュアVPN
- ノートン ユーティリティーズ
- ノートン パワーイレイサー
- Avast Antivirus
- AVG Anti-Virus

### ブロードコムに移管された製品
- Symantec Endpoint Protection
- Symantec Backup Exec / Symantec System Recovery
- Symantec Ghost Solution Suite

### 過去の製品
ノートン インターネットセキュリティに内包
- ノートン アンチスパム
- ノートン コンフィデンシャル
- ノートン モバイルセキュリティ
- ノートン オンラインバックアップ

販売終了
- Symantec pcAnywhere
- Visual Cafe（英語版）
  - Visual Cafe for Java JDK1.1.5対応スペシャル版：Visual Cafe for Java2.5 の日本語化版。1998年6月に発売。[19]